# Тохірджонова Гулрухбегім
Гулрухбегім Тохірджонова (нар. 16 липня 1999) — узбецька шахістка, гросмейстер серед жінок (2016).
Її рейтинг станом на березень 2020 року — 2378 (87-ме місце у світі, 1-ше — серед шахісток Узбекистану).

## Кар'єра
У 2011 році стала бронзовою призеркою юнацького чемпіонату світу у віковій групі до 12 років.
 У 2015 році Тохірджонова виграла чемпіонат Азії серед юніорок у віковій категорії до 20 років.
 У 2017 році посіла друге місце у азійській зоні 3.4 позаду Дінари Садуакассової та кваліфікувалася на чемпіонат світу з шахів серед жінок 2018 року.
 У 2018 році Гулрухбегім Тохіржонова виграла чемпіонат Узбекистану серед жінок.
У листопаді 2018 році Гулрухбегім Тохірджонова вперше зіграла на чемпіонаті світу з шахів серед жінок, де програла в 1/4 фіналу чинній чемпіонці та переможниці турніру Цзюй Веньцзюнь з рахунком ½ — 1½. По ходу турніру Тохірджонова (сіяна під 40 номером) перемогла Аліну Кашлінську (25), Тань Чжун'ї (8) та Валентину Гуніну (9).

## Зміни рейтингу
| На цьому місці має відображатися графік чи діаграма, однак з технічних причин його відображення наразі вимкнено. Будь ласка, не видаляйте код, який викликає це повідомлення. Розробники вже працюють для того, щоби відновити штатне функціонування цього графіка або діаграми. | |
| | На цьому місці має відображатися графік чи діаграма, однак з технічних причин його відображення наразі вимкнено. Будь ласка, не видаляйте код, який викликає це повідомлення. Розробники вже працюють для того, щоби відновити штатне функціонування цього графіка або діаграми. |